# Elmar Cohors-Fresenborg
Elmar Cohors-Fresenborg (* 19. Mai 1945) ist ein deutscher Mathematiker und Hochschullehrer.

## Leben und Forschung
Cohors-Fresenborg studierte von 1964 bis 1972 Mathematik, Mathematische Logik, Physik und Volkswirtschaftslehre an der Westfälischen Wilhelms-Universität Münster (WWU) und der Universität Freiburg, Schweiz. 1971 promovierte er bei Dieter Rödding an der WWU mit der Dissertation: Subrekursive Funktionenklassen über binären Bäumen. 1972 legte er das 1. Staatsexamen für das Höhere Lehramt im Fach Mathematik ab und wurde Wissenschaftlicher Assistent an der Pädagogischen Hochschule Münster. 1973 wurde er Wissenschaftlicher Rat und Professor an der Pädagogischen Hochschule Flensburg und 1975 Ordentlicher Professor an der Universität Osnabrück, wo er bis zu seiner Emeritierung 2013 lehrte. 1982 und 1983 war er Gastprofessor an der Hua Dong Shida (Ostchinesische Pädagogische Universität) in Shanghai, China. Er gehörte zu den Initiatoren der European Society for Research in Mathematics Education (ERME), deren Vizepräsident er von 2001 bis 2005 war. Von 2005 bis 2007 wurde er zum 1. Vorsitzenden der Gesellschaft für Didaktik der Mathematik gewählt.

## Mitgliedschaften
- Gesellschaft für Didaktik der Mathematik
- Gesellschaft für Kognitionswissenschaft
- Deutsche Mathematiker-Vereinigung
- Deutsche Vereinigung für mathematische Logik und Grundlagenforschung der exakten Wissenschaften
- EACE (European Association of Cognitive Ergonomics)
- EARLI (European Association for Research on Learning and Instruction)
- ERME (European Society for Research in Mathematics Education)

## Veröffentlichungen (Auswahl)
- 2001: Mathematik als Werkzeug zur Wissensrepräsentation: Das Osnabrücker Curriculum. Der Mathematikunterricht, 1, 5–13.
- 2008: Kognition beim Lernen von Mathematik – Erkenntnisgewinn durch Bildung von mentalen Modellen und den Gebrauch von Metaphern. In C. Urban & J. Engelhardt (Hrsg.), Vom Sinn und von der Schwierigkeit des Erinnerns.
- 2013: Das Hüpfen auf der Zahlenlinie als Evidenzbasis für vertragsgemäßes Rechnen. In: Beiträge zum Mathematikunterricht.